# Unni de Hambourg
Unni est un homme d'Église du Haut Moyen Âge, archevêque de Hambourg et évêque de Brême de 916 à 936. Il meurt, lors d'une mission d'évangélisation chrétienne des païens nordiques, à Birka, en Suède, le 17 septembre 936. 
Il est évoqué dans les Gesta Hammaburgensis Ecclesiae Pontificum d'Adam de Brême. Selon ce chroniqueur, Unni rencontre en 936 à Jelling dans le sud-est du Jutland le roi de Danemark Gorm l'Ancien et réussit à convaincre son fils Harald Ier d'autoriser la célébration publique du culte chrétien, mais sans résultat durable.
Selon Adam de Brême, le corps d'Unni est enterré à Birka, mais sa tête transportée et ensevelie devant le maître-autel de la cathédrale de Brême. Lors du démontage de l'autel en 1840, une plaque de plomb a été retrouvée avec l'inscription « VNNIS ARCHIEPC [archiepiscopi] ». Le tumulus de Birka, sous lequel reposait son corps, a longtemps été considéré comme un site sacré.